# Rhynchozoon ptarmicum
Rhynchozoon ptarmicum är en mossdjursart som beskrevs av Hayward och Cook 1983. Rhynchozoon ptarmicum ingår i släktet Rhynchozoon och familjen Phidoloporidae. Inga underarter finns listade i Catalogue of Life.